# Ugljevik
La municipalidad de Ugljevik se localiza dentro de la región de Bijeljina, dentro de la República Srpska, en Bosnia y Herzegovina.

## Localidades
Esta municipalidad de la República Srpska, localizada en Bosnia y Herzegovina se encuentra subdividida en las siguientes localidades a saber:
- Atmačići
- Bilalići
- Bogutovo Selo
- Donja Krćina
- Donja Trnova
- Glinje
- Gornja Krćina
- Gornja Trnova
- Janjari
- Jasenje
- Jasikovac
- Korenita
- Maleševci
- Mezgraja
- Mukat-Stankovići
- Ravno Polje
- Sarije
- Sniježnica
- Srednja Trnova
- Stari Teočak
- Stari Ugljevik
- Teočak-Krstac
- Tursunovo Brdo
- Tutnjevac
- Ugljevička Obrijež
- Ugljevik
- Ugljevik (selo)
- Zabrđe

## Geografía
El Municipio de Ugljevik tiene fronteras hacia el Este y el Norte con el municipio de Bijeljina, con Lopare al este y Zvornik al Sur, y en el Sur también sobre los Teocak. 
Ugljevik se encuentra en la Inter-entidad conectada con una carretera con Bijeljina Tuzla -construida en 1971- que conecta a todas las regiones circundantes, con rutas de asfalto que se ramifican hacia Zabrdje, Trnova y otras comunidades. Ahora es posible llegar a cada pueblo del municipio de Ugljevik en coche. Esto, junto con otras circunstancias -sobre todo la buena infraestructura, oportunidades de empleo, medio ambiente sano y la proximidad a ciudades populosas- contribuyen a que los pueblos del municipio puedan ir desarrollándose rápidamente, por ende los residentes escogen permanecer en ellos. A pesar de la destrucción de la reciente guerra y las dificultades de la recuperación de la posguerra, las casas nuevas están reemplazando viejas de a poco.

## Demografía
El censo de población de 2007 arrojó una población de 17.000 residentes en 4.733 hogares, en este municipio que cubre 164 kilómetros cuadrados. La densidad de población es 10,65 habitantes po kilómetro cuadrado, este es el resultado de la dispersión de las comunidades.